# Eodorcadion brandti
Eodorcadion brandti là một loài bọ cánh cứng trong họ Cerambycidae.